# جامعة ظفار

## التأسيس
تأسست جامعة ظفار في يناير 2004 م كمؤسسة تعليم عالي خاصة في مدينة صلالة في محافظة ظفار في سلطنة عمان وهي تتبع المعايير الدولية وتطرح برامج مدتها عامان للحصول على الدبلوم وأربعة أعوام للحصول على البكالوريوس على أن يحتسب الدبلوم من ضمن البكالوريوس. لدى الجامعة ثلاث كليات هي: كلية الآداب والعلوم التطبيقية، كلية التجارة وإدارة الأعمال، وكلية الهندسة. يتعين على الطلبة التقدم لامتحان لتحديد مدى حاجتهم للالتحاق بالبرنامج التوجيهي الذي يُعدهم للدراسة الأكاديمية أو الالتحاق مباشرة بالتخصصات المختارة. يتم عرض المقاعد الدراسية بناء على نتائج الشهادة العامة أو ما يعادلها والنتائج في اختبارات تحديد المستوى في اللغة الإنجليزية والرياضيات واللغة العربية ومهارات الحاسوب.
اكتمل في 2010 الحرم الجامعي الدائم للجامعة وذلك تزامنا مع عيد الاربعين الميمون وتم افتتاحه تحت رعاية صاحب السمو السيد شهاب بن طارق آل سعيد مستشار جلالة السلطان

## مجلس الأمناء
- معالي الشيخ مستهيل بن أحمد المعشني، مستشار الدولة الرئيس
- معالي يوسف بن علوي بن عبد الله الوزير المسؤول عن الشؤون الخارجية (سابقاً)، رئيس اللجنة المالية والإدارية والإنشاءات
- معالي عبد العزيز بن محمد الرواس مستشار جلالة السلطان للشؤون الثقافية، رئيس لجنة الشؤون الأكاديمية
- معالي الشيخ سعيد بن أحمد الشنفري
- معالي الشيخ سالم بن مستهيل المعشني، رئيس اللجنة التنفيذية
- سعادة عبد العالم بن مستهيل رخيوت
- سعادة المكرم أحمد بن عبد الله مقيبل
- الشيخ سالم بن مبارك الشنفري
- الشيخ سالم بن عبد الله سعيد الرواس
- البروفيسور طاهر بن عبد الرحمن با عمر
- البروفيسور عامر بن علي الرواس
- الدكتور حسن بن سعيد محاد كشوب
- البروفيسور جورج خليل نجار
- البروفيسور عامر بن علي الرواس
- البروفيسور حسان بهاء الدين دياب
- الدكتور سالم بن مستهيل شماس، ممثل وزارة التعليم العالي

## مجلس إدارة الجامعة
- الدكتور أنور بن محمد الرواس رئيس مجلس الإدارة
- محمد بن يوسف بن علوي نائب رئيس مجلس الإدارة
- بي. محمد علي العضو المنتدب
- عبد العالم بن مستهيل رخيوت عضو مجلس إدارة
- الشيخ بخيت بن سالم المعشني عضو مجلس إدارة
- الشيخ عبد الله بن احمد بخيت الشنفري عضو مجلس إدارة

## رئيس الجامعة وعمداء الكليات
- الدكتور حسن بن سعيد كشوب رئيس الجامعة
- الدكتور فؤاد شديد عميد كلية الآداب والعلوم التطبيقية
- الدكتور سيد إحسان الجميل عميد كلية التجارة
- الدكتور بلال العكش عميد كلية الهندسة

## رسالتها
جامعة ظفار هي مؤسسة خاصة للتعليم العالي في محافظة ظفار تعتمد نظام الساعات المعتمدة
وتقدم برامج علمية وتربوية متميزة تلبي أولا حاجات المنطقة العلمية وتخدم ثانيا المجتمع
العماني. وتسعى الجامعة لتحقيق رسالتها التعليمية من خلال آادر أآاديمي متميز يستخدم
أحدث الأساليب وأآثر الطرق عراقة في التعليم في مختلف التخصصات في جو أآاديمي مفعم
بالحرية والانفتاح ملتزم بتطبيق المعايير الأآاديمية العالمية، لتطوير مواهب الطلبة وقدراتهم
الفكرية التحليلية والإبداعية ومهاراتهم المهنية والإنسانية ليتمكنوا من بناء مجتمع متطور
وواعد لهم وللاجيال المتعاقبة بعدهم.

## أهدافها
تهدف جامعة ظفار إلى تحقيق الأهداف التالية:
. تحقيق التميز العلمي في آل مجالات التخصص التي تطرحها الجامعة.
. مساعدة الطلبة على الاستفادة من الفرص التعليمية المتوفرة في الجامعة لتنمية مهاراتهم
الفكرية والمهنية.
.إعداد طلبة يتمتعون بأخلاق عالية ويبرعون في مجالات تخصاتصهم العلمية وجاهزون
لاغتنام فرص النجاح في الحياة.
.إعداد أشخاص ملتزمين بخدمة المجتمع، مطلعين على التطورات العلمية وملتزمين ثقافة التعليم
المستمر طوال الحياة.

## الحرم الجامعي[3]
تعد مباني الحرم الجامعي ترجمة معمارية وإنشائية لرؤية الجامعة المتكاملة من حيث توفير بيئة جامعية تعليمية وبحثية مثلى تصل بها إلى التميز الأكاديمي وفي نفس الوقت فهي كما يرى عيانا تحمل طابع الفن المعماري المعاصر ممزوجا بروح وأصالة العمارة العمانية وتمتاز بكبر المساحة وسهولة حركة الوصول إليها والحركة من خلالها عبر ممرات مرصوفة تحيط بكل المباني وتصل بعضها ببعض وسط مساحات شاسعة تقدر بـ 40000 متر مربع من العشب والأشجار والأزهار كما روعي في تصميمها أن تتناسب عند الحاجة مع إضافة طابق آخر عند أية توسعات مستقبلية أو أية توسعات أخرى سريعة غير محسوبة. وهي باختصار شديد قائمة على مساحة قدرها 450 ألف متر مربع منها مساحة مبنية تقدر بـ 76 ألف متر مربع، مشتملة على المنشآت التالية:
مبنى الإدارة من ثلاثة طوابق مساحته 4480 مترا مربعا.
مبنى المكتبة الرئيسية من ثلاثة طوابق مساحته 4000 متر مربع.
مبنى كلية الآداب والعلوم التطبيقية من ثلاثة طوابق مساحته 13493 مترا مربعا.
مبنى كلية التجارة والعلوم الإدارية من ثلاثة طوابق مساحته 4932 مترا مربعا.
مبنى كلية الهندسة من ثلاثة طوابق مساحته 12298 مترا مربعا.
مبنى الفصول الدراسية من ثلاثة طوابق مساحته 12521 مترا مربعا، منها 64 فصلا دراسيا يتسع كل فصل منها لـ 48 طالبا وطالبة، و 36 فصلا يتسع كل فصل منها لـ 36 طالبا وطالبة، و 16 فصلا يتسع كل فصل منها لـ 24 طالبا وطالبة، وذلك بالإضافة إلى أربع قاعات للمحاضرات تتراوح سعة كل منها ما بين 100 و 140 شخصا.
مبنى الأنشطة الطلابية وتبلغ مساحته3321 مترا مربعا ويتألف من ثلاثة طوابق. ويحتوي المركز على قاعة للمعارض وعيادات وصيدلية وفروع مصارف ومقاهي ومركز للنسخ والتصوير، ومطاعم لتناول وجبات الغداء تتسع لـ 500 طالب وطالبة، ومساحات أخرى للترفيه وممارسة ألعاب البليارد والسنوكر وكرة الطاولة.
مسجد الجامعة قائم على مساحة قدرها 1100 مترٍ مربعٍ شاملا غرفة للإمام، ويتسع المسجد من الداخل لحوالي400 مصل، في حين تتسع الساحة الخارجية له لحوالي مائتي مصل.
قاعة المؤتمرات قائمة على مساحة قدرها 3135 مترا مربعا، وهي قاعة متعددة الأغراض من حيث إمكانية استخدامها كقاعة للمعارض وممارسة كافة الأنشطة الثقافية والرياضية والاجتماعية. ومن ضمن قاعاتها قاعتان لكبار الشخصيات، وغرفة للتحكم، وغرفة الترجمة الفورية، وقد تم تجهيزها بكافة وسائل التقنية التي تساعد على عملية البث المباشر، وغير ذلك من التجهيزات الأخرى المتطورة المتعلقة بالصوت والإضاءة وبعدد 1248 مقعدا من المقاعد القابلة للسحب.

## شروط الجامعة
يقبل الطالب بناء على الاسس التالية:
1- الشهادة العامة للتعليم العام أو ما يعادلها من وزارة التربية والتعليم في السلطنة.
2- نتائج اختبار القياس في الرياضيات واللغة الإنجليزية والحاسوب.
- وعلى من يرغب في الالتحاق بجامعة ظفار تقديم المستندات التالية:

1- تعبئة طلب الالتحاق.
2- صورة مصدقة من شهادة التعليم العام أو ما يعادلها.
3- أربع صور فوتوغرافية حديثة وملونة.
4-صورة من البطاقة الشخصية أو جواز السفر.

## الخدمات والاقسام الادارية
قسم خدمات الحاسوب والشبكات
يقوم قسم خدمات الحاسوب والشبكات بتوفير الصيانة لجميع أجهزة الحاسب الآلي والشبكات بالجامعة، والترقية للبرامج، ودعم المستخدمين لجميع الأقسام، وذلك عن طريق تلقي طلبات المساعدة في مكتب المساعدة بالقسم. بالإضافة إلى ذلك يشرف القسم على الأنشطة التدريبية المختلفة للموظفين على مختلف أنواع البرامج مثل برنامج سيسكو.
مركز التعليم المستمر
يقوم المركز بتوفير الدورات التدريبية للطلبة والموظفين والمجتمع المحلي وذلك عن طريق تصميم البرامج التدريبية المناسبة.
كما يقوم المركز بتوفير العديد من فرص التدريب لطلبة الجامعة بالتعاون مع المؤسسات الحكومية والخاصة.
قسم العلاقات العامة
يعمل مكتب الإعلام والعلاقات العامة في جامعة ظفار على خلق جو من التفاهم والتقدير لهذه المؤسسة المهمة وأنشطتها، من خلال التغطية الإعلاميه المتميزة لكافة الأنشطة والفعاليات التي تقام بالجامعة. بالإضافة إلى ذلك يشارك القسم في العديد من المعارض المحلية والدولية لنشر رسالة الجامعة ورؤيتها المستقبلية والتعريف بأهم التخصصات والتطورات في البرامج الأكاديمية وغير الأكاديمية. كما يقوم القسم بإعداد العديد من الفعاليات التي تربط الجامعة بالمجتمع الخارجي وتوثق صلتها به.
قسم القبول والتسجيل
يقوم القسم بمساعدة الطلبة في التسجيل في تخصصاتهم، والحفاظ على سجلاتهم الأكاديمية، وتطبيق قواعد وأنظمة الجامعة فيما يتعلق بالحضور والغياب كما متابعة تقدم الطلبة الأكاديمي، وإعادة النظر في الخطط الدراسية وإعداد قوائم بأسماء الطلبة المتخرجين، كما يقوم القسم بعمل التحليلات الإحصائية عن الطلبة للجهات المعنية داخل وخارج الجامعة.
كما يهتم بمعالجة الطلبات المختلفة من قبل الطلبة، مثل الانسحاب من المقررات، وحذف وإضافة المواد، وتأجيل الفصول الدراسية، والنقل من وإلى المؤسسات الأخرى، وما إلى ذلك وفقا للقواعد المحددة بالجامعة.
 مكتب شؤون الطلبة (SAO) 
مكتب شؤون الطلبة هو المسؤول عن الإشراف على جميع شؤون الطلبة في الجامعة وتوفير التوجيه والإرشاد، والأنشطة، والخدمات، للطلبة على مختلف المستويات. كما أن المكتب ينظم ويدعم الأنشطة الطلابية المختلفة. ويعمل المكتب مع المجموعات الطلابية لتطوير وتنفيذ مجموعة مختلفة من مشاريع خدمة المجتمع طوال السنة. كما يقوم المكتب بمساعدة الطلبة في الحصول على التدريب والتوظيف داخل وخارج الحرم الجامعي.
يقع مكتب شؤون الطلبة في مبنى الإدارة (المؤقت) في الدور الثاني من المبنى ويتكون من الأقسام التالية:
- إدارة شؤون الطلبة
- قسم الإرشاد الطلابي والنشاط الاجتماعي
- قسم الأنشطة الثقافية والفنية
- قسم الأنشطة الرياضية
- قسم الخدمات الطلابية
- قسم التوجيه الوظيفي
- مجلس الطلبة والأكاديميين
- الهيكل التنظيمي لمكتب لشؤون الطلبة

يقوم قسم الإرشاد الطلابي والنشاط الاجتماعي بـ:
- تعريف الطلبة بقوانين الجامعة وفهم النظام الأكاديمي وسلوك المحاضرات.
- التركيز على احتياجات الطالب ومساعدته لحل مشاكله النفسية والاجتماعية.
- إصدار رسالة التحويل للمستشفى للطلبة.

من أهم اهداف النشاط الاجتماعي:
- تطوير المهارات الطلابية في العمل الاجتماعي وتفعيل دورهم في التواصل مع المجتمع عن طريق تنظيم الزيارات الطلابية والفعاليات التطوعية المختلفة.

قسم الأنشطة الثقافية والفنية
أهداف النشاط الثقافي
- بناء الثقة بالنفس عند الطالب وذلك عن طريق اكتشاف وتطوير المواهب، الاهتمامات والقدرات لديهم.
- تشجيع الطلبة على تنمية مواهبهم الذاتية عن طريق المشاركة في الفعاليات والمسابقات الثقافية المحلية والدولية.

اهداف النشاط الفني
- تشجيع الطلبة على تنمية مواهبهم في المجالات الفنية المختلفة مثل الرسم والمشغولات اليدوية وغيرها.
- توفير البيئة المناسبة للطلبة للعمل عن طريق إمدادهم بجميع المواد التي يحتاجون إليها في النشاط.

يقوم قسم الأنشطة الرياضية بـ:
- تشكيل فرق للجامعة في كل من لعبة كرة القدم، التنس الأرضي، كرة السلة وتدريبهم لخوض المنافسات الداخلية والخارجية.
- تخصيص صالة رياضية مجهزة وملعب للطلبة لممارسة أنشطتهم الرياضية

يقوم قسم الخدمات الطلابية بـ:
- إصدار البطاقات الجامعية للطلبة.
- إصدار رسالة تخفيض تذكرة السفر بالطائرة للطلبة.
- متابعة شكاوى الطلبة التي تتعلق بالخدمات الطلابية مثل الكفتيريا والعيادة.
- متابعة خدمات السكن الجامعي

يقوم قسم التوجيه الوظيفي بـ:
- إقامة ورش عمل ومحاضرات حول مهارات البحث عن الوظائف والتسويق الذاتي (كتابة السيرة الذاتية- التحضير للمقابلة الشخصية- تعبئة استمارات التوظيف) وغيرها من المهارات وذلك لتـنمية الوعي لدى الطلبة بالمهارات التي يتطلبها سوق العمل.
- الاشراف على برنامج التوظيف الجزئي للطلبة بالجامعة
- الإشراف على أعضاء مجلس الطلبة والأكاديميين ومتابعتهم

 مجلس الطلبة والأكاديميين (USFC) 
أهداف مجلس الطلبة والأكاديميين:
- تشجيع جميع الطلبة للمساهمة بأفكارهم، واقتراحاتهم المتعلقة بقضايا حياة الطلبة.
- تشكيل حلقة وصل بين إدارة الجامعة والطلبة.
- تقوية مهارات الطلبة القيادية.
- بث روح المبادرة وتحمل المسؤولية في الطلبة وذلك بتشجيعهم على ترشيح انفسهم في مجلس الطلبة

## الكليات والتخصصات الموجودة
كلية التجارة والعلوم الإدارية  :
دبلوم وبكالوريس إدارة أعمال في التخصصات التالية:
- المحاسبة
- المالية
- الإدارة
- تسويق
- نظم المعلومات
- ماجستير في الإدارة

برنامج الدراسات المسائية دبلوم والبكالوريس (يستهدف موظفي القطاع العام والخاص)في التخصصات التالية:
- المالية
- المحاسبة
- إدارة الأعمال
- التسويق
- نظم المعلومات الإدارية

 كلية الآداب والعلوم التطبيقية  :
الدبلوم في:
- علوم الكمبيوتر
- اللغة الإنجليزية
- الرياضيات
- الكيمياء
- الفيزياء

العمل الاجتماعي البكالوريوس في:
- علوم الكمبيوتر
- التربية
- اللغة الإنجليزية
- الترجمة
- الرياضيات
- الكيمياء
- الفيزياء
- العمل الاجتماعي
- ماجستير في التربية

وتطرح تخصصين فرعيين في اللغة العربية وآدابها
 كلية الهندسة  :
الدبلوم:
- الهندسة الكيميائية
- الهندسة الميكانيكية
- هندسة الكهرباء والحاسوب
- هندسة البرمجيات
- التصميم الجرافيكي
- العمارة الداخلية

بكالوريوس العلوم في:
- الهندسة الكيميائية
- الهندسة الميكانيكية
- هندسة الحاسوب والاتصالات
- هندسة الكهرباء والإلكترونيات
- هندسة البرمجيات
- التصميم الجرافيكي
- العمارة الداخلية

تطرح ثلاثة تخصصات فرعية في:
- تقنية المعلومات
- الميكاترونكس
- هندسة البترول

## الرسوم الدراسية
الرسوم الدراسية للعام والرسوم الدراسية للفصل
- - البرنامج التأسيسي 2000 ريال عماني في السنة وللفصل 1250 ريال عماني
- وتحتسب الساعة المعتمدة في التخصص ب 70 ريال عماني بحيث يكون:
- - السنة الدراسية الأولى (30) ساعة معتمدة 2100 ريال عماني للسنة وللفصل (15) ساعة 1050 ريال عماني
- - السنة الدراسية الثانية (30) ساعة معتمدة 2100 ريال عماني للسنة وللفصل (15) ساعة 1050 ريال عماني
- - السنة الدراسية الثالثة (30) ساعة معتمدة 2100 ريال عماني للسنة وللفصل (15) ساعة 1050 ريال عماني
- -السنة الدراسية الرابعة (30) ساعة معتمدة 2100 ريال عماني للسنة وللفصل (15) ساعة 1050 ريال عماني